# 青木彰信
青木彰信（日语：／ Aoki Akinobu，？—），日本男子游泳运动员。他曾代表日本参加1996年夏季残疾人奥林匹克运动会游泳比赛，获得男子50米自由泳S4级和男子100米自由泳S4级铜牌。